# Paula Prentiss

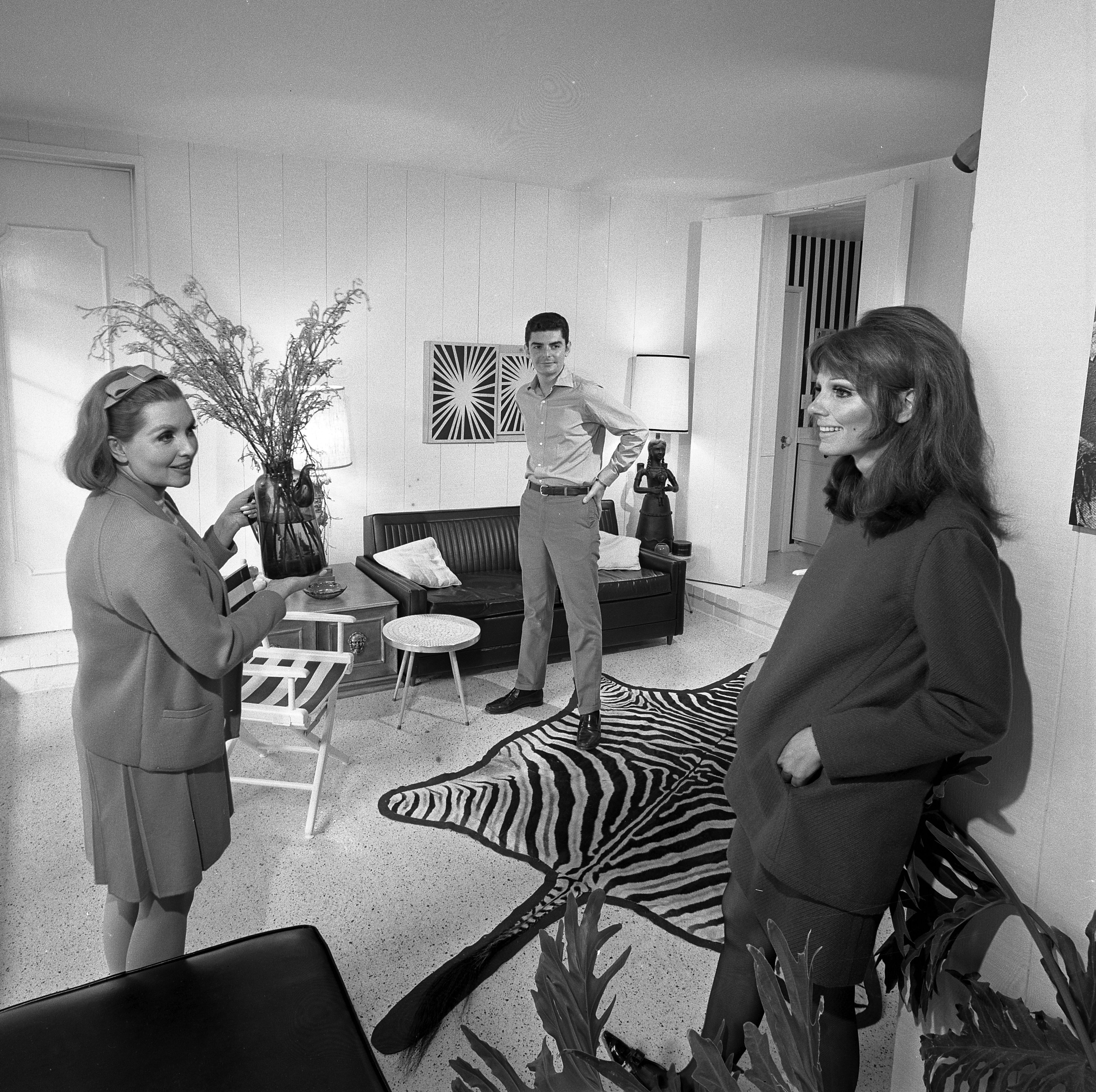
Paula Prentiss (rechts) mit ihrem Mann Richard Benjamin und Patricia Barry (1967)

Paula Prentiss (* 4. März 1938 in San Antonio, eigentlich Paula Ragusa) ist eine US-amerikanische Schauspielerin.

## Leben
Paula Prentiss, die Tochter eines italienischstämmigen Mitarbeiters einer Ölfirma, wurde während ihres Schauspielstudiums an der Northwestern University für den Film entdeckt. Sie unterschrieb 1958 einen Vertrag bei Metro-Goldwyn-Mayer (MGM), wo sie fortan bevorzugt in Filmkomödien eingesetzt wurde. Ihr Filmdebüt machte Prentiss im Jahr 1960 in der College-Komödie Dazu gehören zwei, in der sie an der Seite von Dolores Hart, Yvette Mimieux und Connie Francis eine von vier Studentinnen spielte, die Erfahrungen mit Liebe und Sex sammeln. 
In den Komödien Dazu gehören zwei, Die Heiratsmaschine, Junggeselle im Paradies (beide 1961) und Ein Leutnant und ein Bett (1962) wurde von MGM jeweils Jim Hutton als ihr Filmpartner eingesetzt. 1964 war Prentiss die Filmpartnerin von Rock Hudson in der Screwball-Komödie Ein Goldfisch an der Leine von Regielegende Howard Hawks, ein Jahr später war sie an der Seite von Stars wie Peter Sellers, Peter O’Toole und Romy Schneider in der auf einem Drehbuch von Woody Allen basierenden Filmkomödie Was gibt’s Neues, Pussy? zu sehen. Am Set des letzteren Films erlitt Prentiss aufgrund von Stress einen Nervenzusammenbruch, woraufhin sie psychiatrisch behandelt werden musste und sich für einige Zeit aus dem Filmgeschäft zurückzog.
Zusammen mit ihrem Ehemann Richard Benjamin trat Prentiss zwischen 1967 und 1968 in der Fernsehserie He & She auf, wofür sie für einen Emmy nominiert wurde. Prentiss und Benjamin sind seit 1961 verheiratet, das Paar hat zwei Kinder. Ende der 1960er-Jahre traten Prentiss und Benjamin auch gemeinsam in den Theaterstücken Arf und The Great Airplane Snatch am Off-Broadway auf, außerdem standen sie in Filmproduktionen wie der Horrorkomödie Samstag, der 14. (1981) oder dem Fernsehfilm Auf und davon (1983) gemeinsam vor der Kamera.
1970 hatte Prentiss eine kleine Gastrolle in Mike Nichols’ Kriegssatire Catch-22 – Der böse Trick, an der auch Richard Benjamin mitwirkte. Sie hatte komödiantische Hauptrollen an der Seite von Elliott Gould in Move (1970) und neben George Segal in Born to Win (1971), im Verlaufe der 1970er-Jahre spielte sie aber vermehrt auch in anderen Genres. So agierte sie neben Warren Beatty in dem Thriller Zeuge einer Verschwörung (1974) und war in der zweiten Hauptrolle des schwarzhumorigen Science-Fiction-Thrillers Die Frauen von Stepford (1975) zu sehen. 1981 spielte Prentiss die Ehefrau von Jack Lemmons Hauptfigur in der Komödie Buddy Buddy, der letzten Regiearbeit von Billy Wilder. Seit den 1980er-Jahren steht Prentiss nur noch sporadisch für Filmproduktionen vor der Kamera, zuletzt 2016 für den Horrorfilm I Am the Pretty Thing That Lives in the House unter Regie von Oz Perkins.

## Filmografie (Auswahl)
- 1960: Dazu gehören zwei (Where the Boys Are)
- 1961: Die Heiratsmaschine (The Honeymoon Machine)
- 1961: Junggeselle im Paradies (Bachelor in Paradise)
- 1962: Ein Leutnant und ein Bett (The Horizontal Lieutenant)
- 1963: Mein Schiff fährt zu dir (Follow the Boys)
- 1964: Looking for Love
- 1964: Ein Goldfisch an der Leine (Man’s Favorite Sport?)
- 1964: Henrys Liebesleben (The World of Henry Orient)
- 1965: Erster Sieg (In Harm's Way)
- 1965: Was gibt’s Neues, Pussy? (What’s New Pussycat)
- 1967–1968: Er und sie (He & She; Fernsehserie, 26 Folgen)
- 1970: Catch-22 – Der böse Trick (Catch-22)
- 1970: Hopp, Hopp (Move)
- 1971: Born to Win
- 1972: Der letzte der feurigen Liebhaber (Last of the Red Hot Lovers)
- 1974: Zeuge einer Verschwörung (The Parallax View)
- 1974: Testament in Blei (Crazy Joe)
- 1975: Die Frauen von Stepford (The Stepford Wives)
- 1979: Stürzende Mauern (Friendships, Secrets and Lies, Fernsehfilm)
- 1980: Griff nach den Sternen (Top of the Hill, Fernsehfilm)
- 1980: Nieten unter sich (The Black Marble)
- 1981: Samstag, der 14. (Saturday the 14th)
- 1981: Buddy Buddy
- 1983: Auf und davon (Packin' It In, Fernsehfilm)
- 1983: Die Initiative (M.A.D.D.: Mothers Against Drunk Drivers, Fernsehfilm)
- 1992: Mord ist ihr Hobby (Murder, She Wrote; Fernsehserie, Folge Incident in Lot 7)
- 1996: Mrs. Winterbourne
- 2007: Hard Four
- 2016: I Am the Pretty Thing That Lives in the House